# Верхньомакарово
Ве́рхньомака́рово (рос. Верхнемакарово) — село у складі Єкатеринбурзького міського округу Свердловської області.
Населення — 142 особи (2010, 84 у 2002).
Національний склад станом на 2002 рік: росіяни — 93 %.